# Zwartkruinnontimalia
De zwartkruinnontimalia (Schoeniparus klossi synoniem: Alcippe klossi) is een zangvogel uit de familie Pellorneidae.

## Verspreiding en leefgebied
Deze soort is endemisch in het zuidelijke deel van Centraal-Vietnam.